# 康尼·耶普森
康尼·耶普森（丹麥語：Conny Jepsen，1921年1月18日—1989年2月3日），已退役丹麥及瑞典男子羽球運動員。
康尼·耶普森曾在1939年和1941年贏得丹麥全國羽毛球錦標賽男子單打冠軍。二戰期間，康尼·耶普森先是前往英格蘭，最後移民至瑞典。此後，他曾於1947年代表瑞典在全英羽球公開賽擊敗印度的普拉卡什·納特奪冠。